# فوسژنیت
فوسژنیت  (به انگلیسی: Phosgenite) با فرمول شیمیایی Pb2[Cl2 - CO3] از مجموعه کانی هاست و به آسانی با چاقو بریده می‌شود-دارای لومینسانس زردروشن - کانیهای مشابه آن سروزیت و آنگلزیت است. از کلمه یونانی Phosgen که خود از Phos به معنای نورو gennan به معنای تولیدکردن گرفته شده‌است در شعله ذوب می‌شود. محلول در اسید نیتریک غلیظ PbO:۸۱٫۸۶٪  Cl:۱۳٪  CO۲:۵٫۱۴٪  برای اولین بار در ایتالیا کشف شد و از نظر شکل بلور: منشورهای کوتاه - هرمی - پهن و کوتاه، رنگ: سفید - خاکستری - زرد - متمایل به سبز - صورتی، شفافیت: شفاف - نیمه شفاف، شکستگی: صدفی، جلا: الماسی - شیشه‌ای - چرب، رخ: کامل - مطابق با -، سیستم تبلور: کوادراتیک و در رده‌بندی کربنات است  و منشأ تشکیل آن ثانوی است.
همایند کانی‌شناسی (پارانژ) آن سروزیت - آنگلزیت- سروزیت- آنگلزیت و دیگر کانیهای سرب است
، از نظر ژیزمان بلوری - آگرگات‌های دانه‌ای - توده‌ای تقریباً کمیاب است و بیشتر در ایتالیا، انگلستان، لهستان، آمریکا، آرژانتین، تونس و نامبیا یافت می‌شود.